# Göran Sonnevi
Göran Sonnevi, né le 3 octobre 1939 à Lund, est un poète et traducteur suédois. Il grandit à Halmstad, puis fait ses études supérieures à l'Université de Lund. Il vit à Järfälla, près de Stockholm.
Poète majeur de sa génération, il se voit décerner un grand nombre de prix parmi lesquels, en 2005, le prix nordique de l'Académie suédoise puis, en 2006, le grand prix de littérature du Conseil nordique pour son recueil Oceanen. 

## En français (traduction du suédois par François-Noël Simoneau)
- et maintenant (Pierre-Jean Oswald, 1970)
- extraits de "il faut que ça marche" (Change mondial N°20, 1974)
- extraits du "livre des sons" (Faire part, 2005)
- Vilshärad,1969, extrait de "le langage inachevé" (Rehauts N°17, 2006)
- Choix de poèmes dans "Trois poètes suédois", anthologie bilingue (Editions du Murmure, 2011)